# 샘 프리드
샘 프리드(Sam Freed, 1948년 8월 29일 ~ )는 미국의 텔레비전 배우, 영화배우, 연극 배우이다.
요크에서 태어났다.

## 영화
- 아메리칸 갱스터 (2007년)
- 더 와이어 시즌1 (2002년)
- 101 웨이즈 (2000년)
- 시너 (1996년)
- 콘헤드 대소동 (1993년)
- 법과 질서 (1990년)
- 콜 미 (1988년)
- 사랑의 화원 (1976년)